# Ruhbank (Pirmasens)
Ruhbank ist ein Stadtteil der kreisfreien Stadt Pirmasens. Anders als die später eingemeindeten Ortsteile (z. B. Erlenbrunn oder Winzeln) gehört es verwaltungsrechtlich zur Kernstadt Pirmasens, hat also keinen eigenen Ortsbeirat und führt kein eigenes Wappen.
Im allgemeinen Sprachgebrauch wird der Ortsteil „die Ruhbank“ genannt; man wohnt also nicht in Ruhbank, sondern auf der Ruhbank.

## Geschichte
Am höchsten Punkt der Verbindungsstraße von Pirmasens nach Lemberg stand eine steinerne Ruhbank. An dieser Stelle wurde 1748 durch Jakob Weber ein Hof mit Stallungen und Schäferei, der „Ruhbancker Hoff“ errichtet. Ab 1755 wurden weitere Häuser gebaut und im Jahre 1775 wurde eine Straußwirtschaft genau gegenüber der steinernen Bank fertiggestellt. Das Dorf Ruhbank gehörte seit Gründung zum Amt Lemberg.
Im Jahr 1890 wurde in einem Wohnhaus der erste Schulunterricht erteilt. 1902 ließ die Gemeinde Lemberg die erste Wasserleitung verlegen; im gleichen Jahr wurde auch ein eigenes Schulhaus errichtet. 1907 wurde der „Arbeiter Turn- und Sportverein“ gegründet, der mittlerweile „SV Ruhbank“ heißt. Nachdem der Verein auch Fußball betreiben wollte, wurde 1918 ein erster Sportplatz in Betrieb genommen.
1922 wurde die Ruhbank an das Elektrizitätsnetz angeschlossen und 1935 ein eigener Friedhof eingeweiht. 1950 entstand ein neues Schulhaus für die Volksschule Ruhbank, das heute nach etlichen Erweiterungen die Grundschule Ruhbank-Erlenbrunn beherbergt.
Nach dem Zweiten Weltkrieg war die Einwohnerzahl stark angestiegen. Da für jeden Verwaltungsvorgang ein Gang nach Lemberg nötig war, wurde 1955 ein „Ausschuss für Selbstständigkeit“ ins Leben gerufen, der zum Ziel hatte, Ruhbank zur selbständigen Gemeinde zu machen. Nach längeren Verhandlungen wurde vorgeschlagen, die Gemeinde der Stadt Pirmasens anzuschließen. Hierüber fand noch im gleichen Jahr eine Bürgerabstimmung statt, bei der eine große Mehrheit für diesen Schritt abstimmte. Am 20. Oktober 1956 wurde die Ruhbank offiziell Ortsteil der Stadt Pirmasens.
1957 wurde die evangelische Friedenskirche eingeweiht, 1961 durch die Stadt Pirmasens der Bebauungsplan „Steinig Bühl“ aufgelegt. Durch dessen Ausführung haben sich bebaute Fläche und Einwohnerzahl der Ruhbank mehr als verdoppelt. Im Jahr 1963 wurde mit dem Bau einer Kanalisation begonnen, der wegen der schwierigen geologischen und geographischen Verhältnisse erst im Jahr 1994 endgültig abgeschlossen werden konnte. Seit 1971 ist die Ruhbank auch an das städtische Erdgasnetz angeschlossen. 1975 wurde die spätere Grundschule Ruhbank-Erlenbrunn in einem Modellversuch zur ersten Ganztagesschule in Rheinland-Pfalz.